# Bruno (Piemont)
Bruno ist eine Gemeinde in der italienischen Provinz Asti (AT), Region Piemont.

## Lage und Einwohner
Bruno liegt rund 34 km südöstlich von der Provinzhauptstadt Asti entfernt. Das Gemeindegebiet umfasst eine Fläche von 9 km² und hat 304 (Stand 31. Dezember 2023) Einwohner. Die Nachbargemeinden sind Bergamasco, Carentino, Castelnuovo Belbo und Mombaruzzo.

## Kulinarische Spezialitäten
In Bruno werden Reben der Sorte Barbera für den Barbera d’Asti, einen Rotwein mit DOCG Status angebaut.